# Église du Temple-Neuf de Strasbourg
Pour les articles homonymes, voir Temple neuf.
L'église du Temple Neuf est une église du culte protestant, rattachée à l’Union des Églises protestantes d'Alsace et de Lorraine (UEPAL), située sur la Grande Île de Strasbourg. L’église actuelle a été construite à la suite de l'incendie du 24 août 1870, qui a réduit à néant l’ancienne église des Dominicains  ayant accueilli la paroisse protestante de la Cathédrale en 1681. Selon l’orthographe traditionnel, Temple Neuf s’écrit avec deux majuscules et sans trait d’union. 

## Histoire

### L’église des Dominicains
Les frères Dominicains, installés depuis 1224 dans un quartier de Strasbourg à la fois peu habité et infesté de marais, ressentent le besoin de s’établir dans un endroit plus salubre et, surtout, plus central. Ils s'établissent au centre de la cité strasbourgeoise, sur le site actuel du Temple Neuf : à partir de 1254, ils y bâtissent un couvent et une église, consacrée en 1260. Foyer de la mystique rhénane au XIVe siècle, ce couvent accueillera des penseurs de renom tels que Maître Eckhart (1260-1328) et Jean Tauler (1300-1361).
Les relations des Dominicains avec le chapitre cathédral, le clergé de la ville et la population ont été souvent orageuses – en raison notamment de legs jugés trop nombreux –, à tel point qu’une émeute en 1287 oblige les religieux à quitter temporairement la ville. Ils y reviennent toutefois en 1290, sans avoir cédé aux exigences de la ville. En 1311-1312, soutenus par le pape Clément V, les Dominicains décident d’élargir leur église : commencée en 1308, elle n’est consacrée qu’en 1345. Cette église, avec une double nef, est de conception profondément originale. De par sa taille, elle devient la deuxième église de Strasbourg – après la cathédrale –, et marque fortement l’esprit des habitants de la cité.

### À l’époque de la Réforme protestante
Lorsque Strasbourg adopte le mouvement de la Réforme, les couvents fermèrent, les uns après les autres. En 1531, les quatre derniers Dominicains quittent le couvent. Ce dernier est alors transformé en lieu d’enseignement. C’est en effet dans ces locaux qu’en 1538 l'humaniste Jean Sturm inaugure la « Haute École » (l’actuel Gymnase Jean-Sturm), qui deviendra l'Université de Strasbourg. Le chœur de l’église sert alors de lieu de culte en français, pour les réfugiés protestants de France et des Pays-Bas espagnols, avec, pour premier pasteur, Jean Calvin de 1538 à 1541. La nef reste en temps inoccupée.
En 1546, le Magistrat de Strasbourg utilise la nef comme magasin d’armes, munitions et vivres. En 1547, après sa victoire militaire sur l’armée protestante, l’empereur Charles Quint impose un Interim : la cathédrale doit être restituée à l’évêque catholique pour une période de dix ans – de 1549 à 1559. La paroisse protestante qui se réunissait jusque-là à la cathédrale, reçoit en échange l’ancienne église des Dominicains. En 1561, à la suite du retour du culte protestant dans la cathédrale, l’église est fermée. Durant 120 ans, elle est utilisée comme entrepôt de toutes sortes de matériaux pour les travaux de la ville.

### «L’église neuve» de 1681 à 1789, principale paroisse luthérienne de la ville de Strasbourg
L’église rouvre ses portes en 1681, lorsque Louis XIV impose de rendre la cathédrale au culte catholique. L’église sert à nouveau aux Protestants, sous le nom de « Prediger-Kirche » ou « Neue Kirche ». Mais elle est dans un grand état de délabrement. Grâce à des dons, mais aussi à la bonne volonté des artisans qui exécutent à prix réduit – voire gracieusement – les travaux, l’église est rapidement réutilisable.
Les offices tenus dans l’église sont nombreux et variés. On y célèbre aussi des cérémonies officielles comme, le 8 février 1751, les obsèques du maréchal de Saxe. Au XVIIIe siècle, le célèbre professeur Jean-Daniel Schoepflin lègue à la Ville de Strasbourg sa bibliothèque personnelle constituée de 115 000 volumes, une volumineuse correspondance avec des scientifiques et penseurs européens, ainsi que sa collection archéologique : le tout est entreposé dans le chœur de l’église du Temple Neuf.
« L’église neuve » avait le premier rang dans les sept paroisses luthériennes de Strasbourg. Son pasteur principal était toujours le président du Convent (assemblée des pasteurs de la ville). Comme elle n’avait pas de patrimoine, son entretien, le traitement des pasteurs et employés, ainsi que les frais du culte ont été mis à la charge de l’Œuvre Notre-Dame, qui gérait la cathédrale.

### De la Révolution à Bonaparte

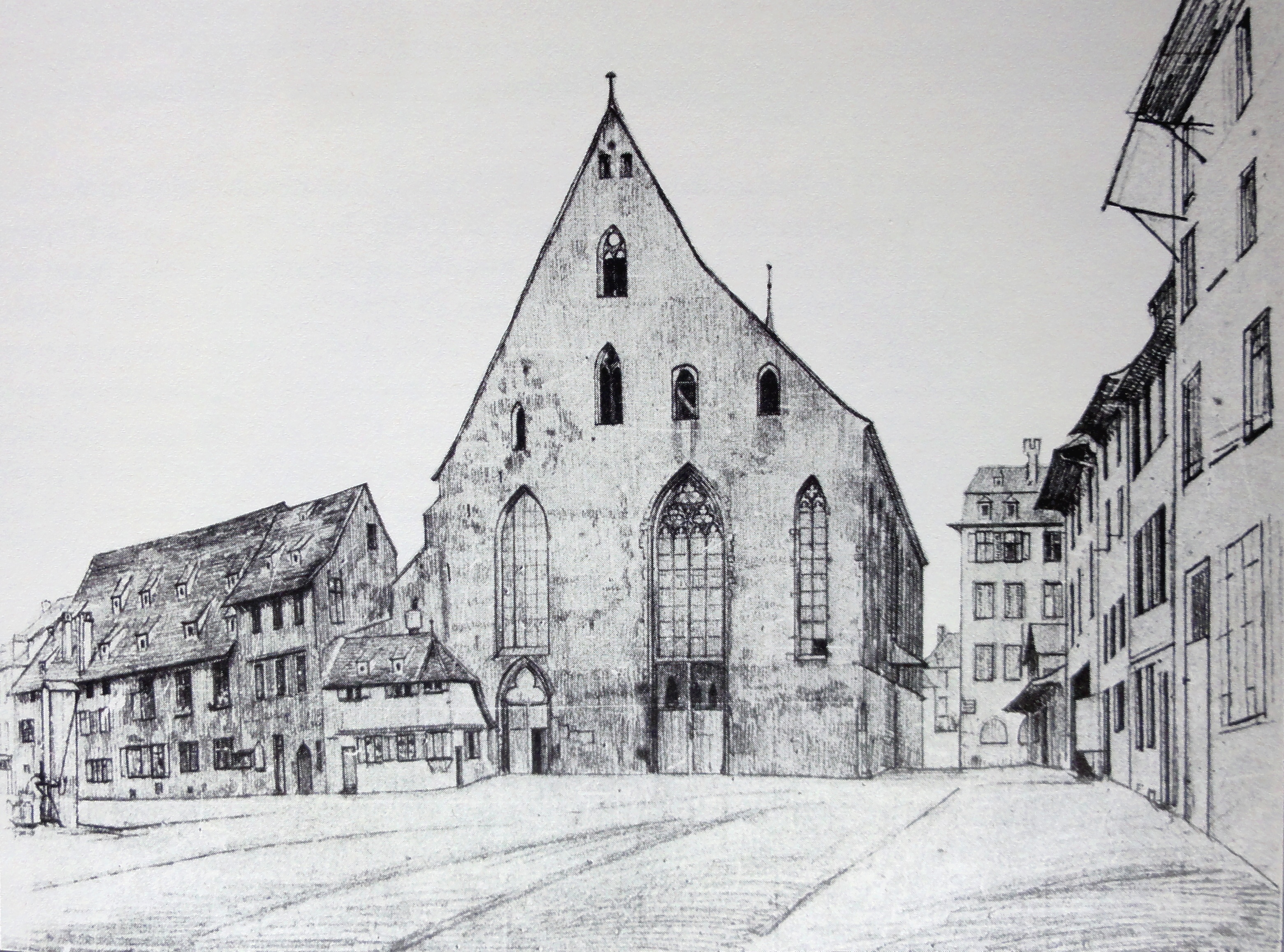
Façade de l'église des Dominicains vers 1834, par Schneegans

Sous la Révolution, le culte de toutes les confessions est interdit. L’église est alors réquisitionnée pour de prétendus impératifs de défense nationale et dépouillée de tous ses ornements et mobiliers. Elle est transformée en grange à blé. Les pasteurs Blessig, Eissen et Oertel du Temple Neuf sont déclarés suspects ou emprisonnés dans le Grand Séminaire, partageant le sort de milliers de Strasbourgeois considérés comme ennemis de la Révolution. Cette pesante Terreur s’arrête le 26 juillet 1794, lorsque Robespierre est renversé puis guillotiné le lendemain. Après un nettoyage complet, les paroissiens reprennent possession de leur église en juillet 1795.
En 1802, lors de la promulgation des Articles organiques par le Premier consul Napoléon Bonaparte, l’église luthérienne obtient le privilège d’être un Consistoire pour elle seule, car elle a 6 000 membres inscrits. Elle reste Consistoire jusqu'en 1994. Jean Laurent Blessig en a été le premier pasteur, jusqu'en 1816 ; il était en même temps inspecteur et membre du Directoire. À sa mort, un monument funéraire exécuté par Landolin Ohmacht a été installé dans l’église, qui s’y trouve toujours.
La paroisse s’est fait confirmer par le décret du 3 frimaire an XII (25 novembre 1803) la participation annuelle de l’Œuvre Notre-Dame pour les frais du culte et les travaux d’entretien des bâtiments. Elle sert de cadre à une série de cultes officiels, comme le tricentenaire du Gymnase le 13 août 1838 ou l’inauguration de la statue de Gutenberg en 1840. Le chant sacré y occupe une grande place, grâce notamment à Théophile Stern (1803-1886). Le célèbre organiste y fait exécuter de nombreux oratorios, dont Die Schöpfung (La Création) de Haydn et Der Münsterbau (La construction de la cathédrale) du compositeur Victor Elbel.
Le Temple Neuf a gardé son école paroissiale jusqu'en 1833, lorsque les écoles sont devenues municipales. Un des maîtres d’école les plus réputés du Temple Neuf a été Jean Friesé qui, de 1790 à 1806, a publié toute une série d'ouvrages dans trois domaines : la pédagogie, la littérature et l'histoire. Pour les élèves, il édite un livre de lecture, un recueil de poèmes de morale, un livre de calcul proposant des problèmes dont les énoncés ont parfois un aspect d’actualité et un essai d'une astronomie simplifiée.

### L’incendie de 1870 et le nouveau Temple Neuf

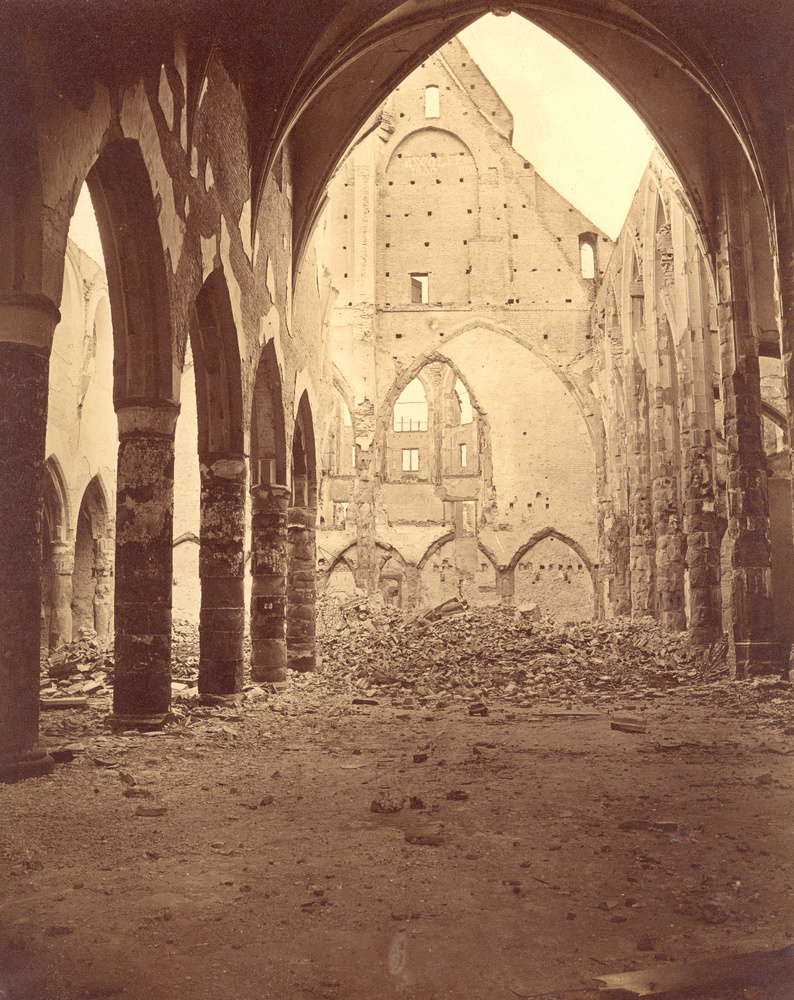
Intérieur du Temple Neuf bombardé, par le photographe Georg Maria Eckert

La guerre de 1870 oppose la France et les États allemands coalisés sous l’égide de la Prusse. Au début de la guerre, le conservateur va voir le maire de Strasbourg Théodore Humann pour sécuriser les collections, par crainte d'un bombardement. Humann refuse en lui répondant "Allez vous faire foutre avec vos vieux bouquins!". Dans la nuit du 23 au 24 août, les obus pleuvent sur Strasbourg. Le Temple Neuf est frappé de plein fouet et sa riche bibliothèque – qui contenait, entre autres, le célèbre Hortus deliciarum d’Herrade de Landsberg – est réduite à néant.

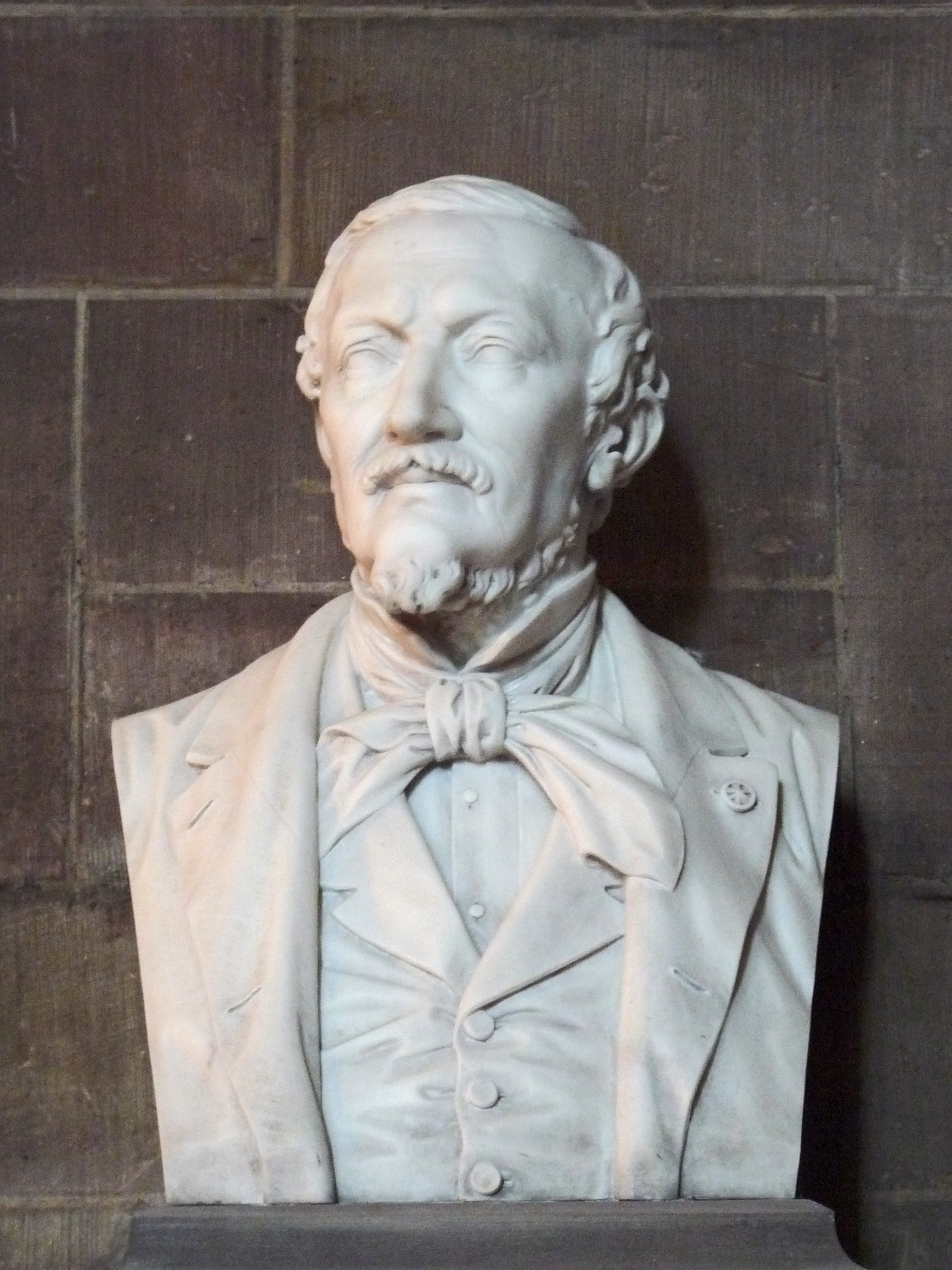
Buste de Jules Sengenwald

À la suite de ce bombardement, l’église est si délabrée qu’il est décidé de la démolir et d’en construire une autre. Dès 1871, le gouvernement allemand s’engage à verser une indemnité de 800 000 Francs, somme considérable. Un concours d’architectes est organisé et l’architecte Émile Salomon est chargé d’établir le programme du concours : il veut un sanctuaire de style néo-roman s’inspirant des basiliques paléo-chrétiennes. Le jury se compose de 7 membres : Émile Boeswillwald, Alsacien devenu Inspecteur Général des Monuments Historiques à Paris, Gottfried Semper, architecte de l’empereur François-Joseph de Habsbourg à Vienne, Charles Auguste Questel, architecte des Palais Nationaux à Versailles et quatre membres du Consistoire. 35 architectes participent au concours. Cinq projets sont primés, dont celui de Salomon. Le Consistoire charge ce dernier d’élaborer le projet définitif, d’où le surnom de « Temple de Salomon » donné au Temple Neuf (qui a gardé son nom d’Église neuve, Neue Kirche en allemand).
Le projet Salomon est prêt en janvier 1873. Les défis techniques sont lourds : le terrain était instable, et il faut descendre jusqu'à dix mètres de profondeur pour asseoir les murs d’enceinte. La première pierre est posée le 23 mai 1874. L’inauguration solennelle a lieu le 4 octobre 1877, après trois ans et demi de travaux. Le clocher n’est quant à lui inauguré que onze ans plus tard, le 15 juillet 1888. Jules Sengenwald, Président de la Chambre de commerce de Strasbourg, a financé ce dernier projet, ainsi que la chaire en pierre blanche. Il a son buste dans l’église, œuvre de Louis Stienne.
Depuis 1945, la paroisse a subi l’érosion démographique du nombre de ses fidèles, à la suite de déplacements des populations du centre-ville vers la périphérie. De 6 000 à 7 000 membres au début du XXe siècle, elle est tombée à environ 1 200 ces dernières années. Dotée au XIXe siècle de quatre postes pastoraux, la paroisse est aujourd'hui desservie par un pasteur. À la suite d'une refonte du projet de paroisse, le Temple Neuf est devenu en 2014 une « église ouverte » en semaine, s’adressant aux passants à travers la proposition d’un lieu de repos et de découverte chrétienne. Il joue également un rôle musical important, avec un grand nombre de concerts qui y sont organisés.

## Architecture
Le temple est construit en grès des Vosges. Il présente un plan de basilique rectangulaire sans abside, avec un aspect intérieur quelque peu byzantin. Il est long de 48,60 m, large de 29 m et haut de 17,50 m pour la nef (contre 16,40 m à la cathédrale). La hauteur sous charpente est de 20 m. Les collatéraux sont soutenus par des piliers. La façade surmontée du clocher haut de 60 m présente au milieu trois compartiments qui correspondent à la nef et deux compartiments qui correspondent aux collatéraux. Les lignes de la façade sont très verticales. En dessous du clocher se trouve une rose à huit colonnettes délimitant des secteurs ajourés. Deux autres roses plus modestes surmontent les compartiments latéraux. L’écho de cette façade se retrouve au fond de la nef principale. Les collatéraux intérieurs sont presque aussi élevés que la nef principale et sont recoupés par des tribunes à 7 m de hauteur : c’est là que l’aspect byzantin est marqué. À l’arrière de la nef se trouvent plusieurs salles et lieux de réunion. La salle Tauler aménagée pour des réceptions est à l’étage.
Le mobilier comprend l’autel surmonté de la chaire en pierre blanche et des orgues Merklin restaurés en 2009. Il y a plusieurs monuments funéraires, dont la tombe de Jean Tauler, qui a fait partie des mystiques rhénans, la dalle à gisant de l’évêque coadjuteur Ortwein (mort en 1514), et deux monuments du sculpteur Landolin Ohmacht (1760-1834) : celui du pasteur Blessig (mort en 1816) et celui du président du Directoire Bernard-Frédéric de Turckheim (mort en 1831).

Monuments funéraires
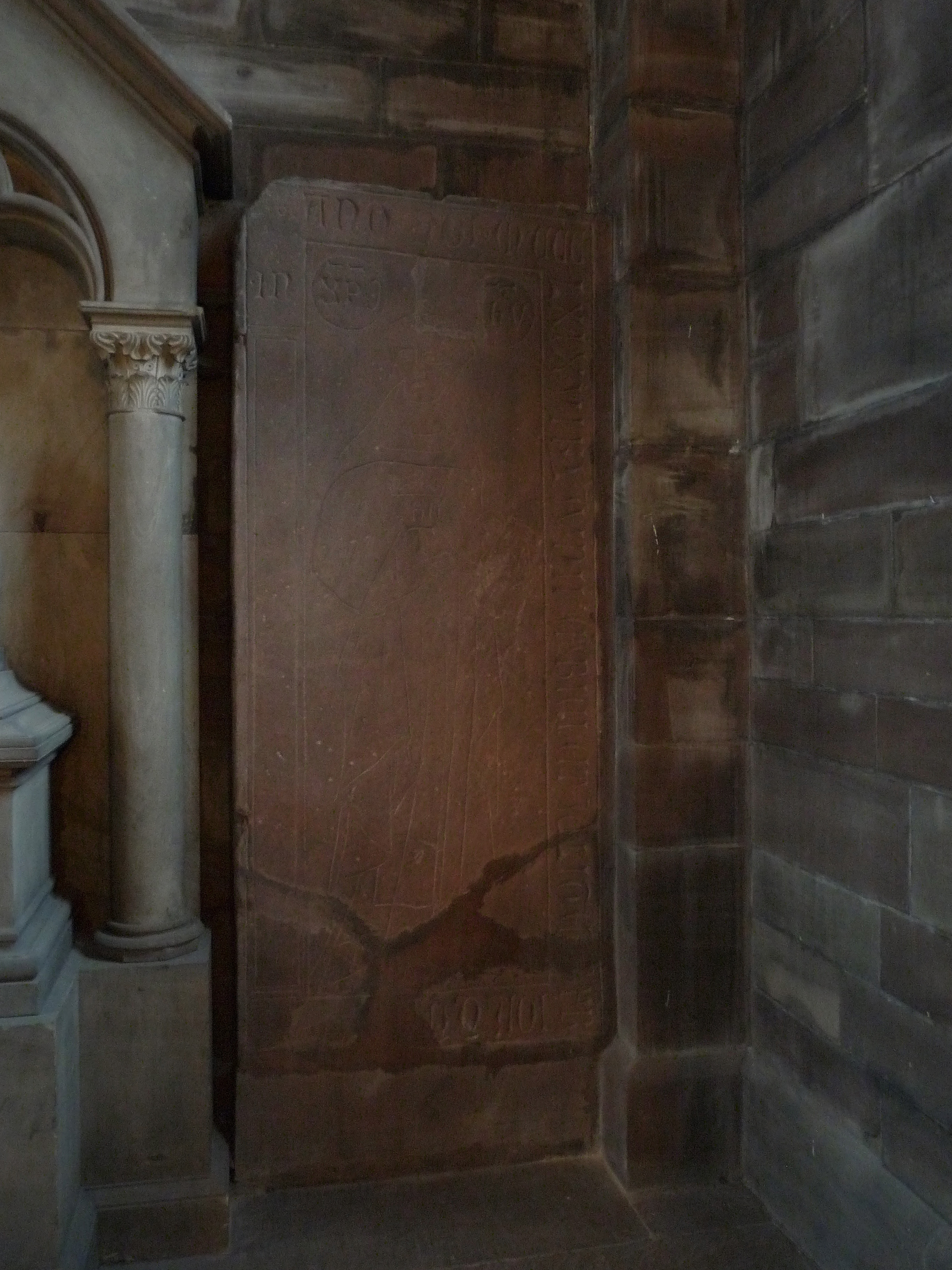
Tombe de Jean Tauler
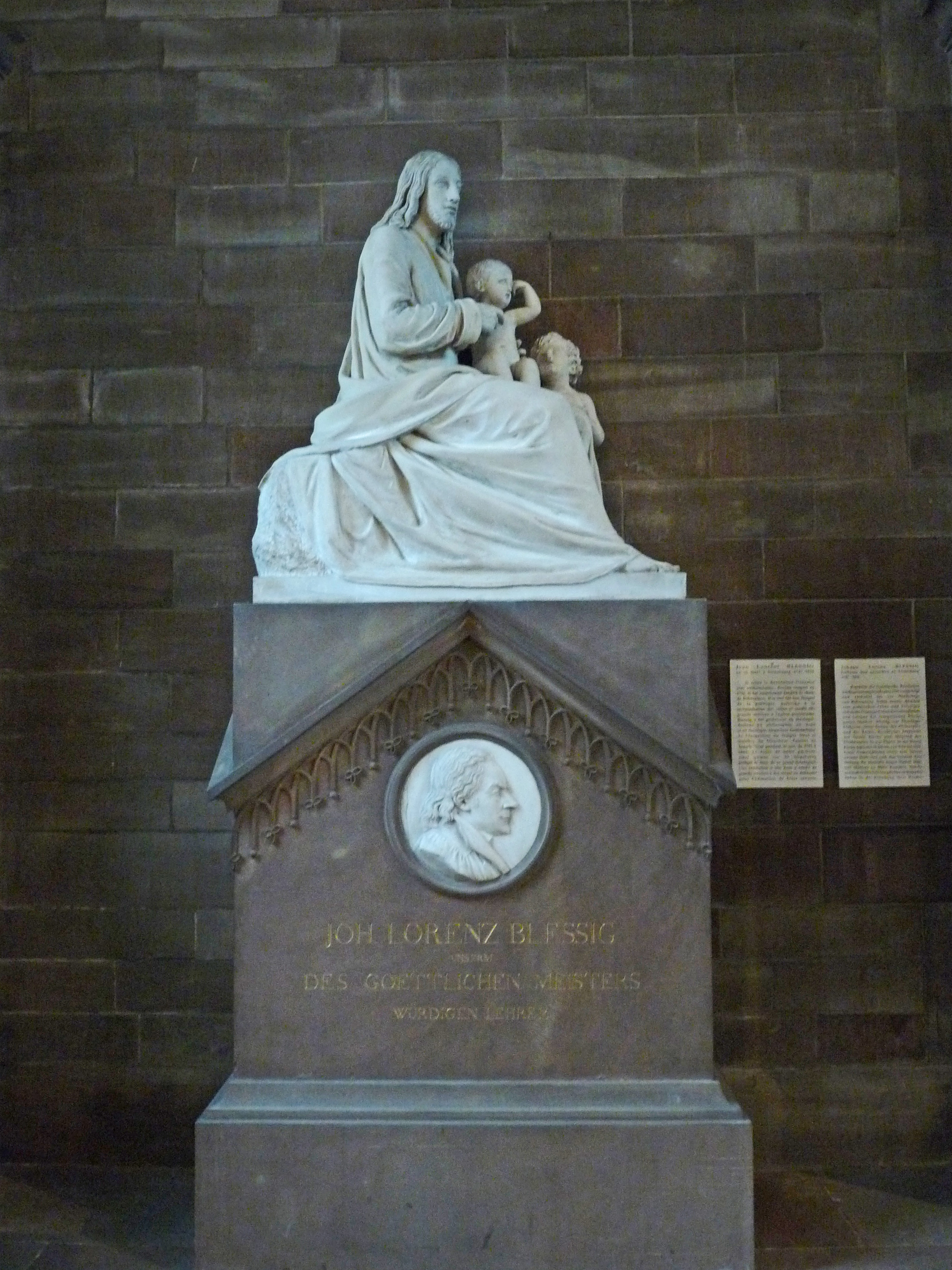
Monument à la mémoire de Jean Laurent Blessig
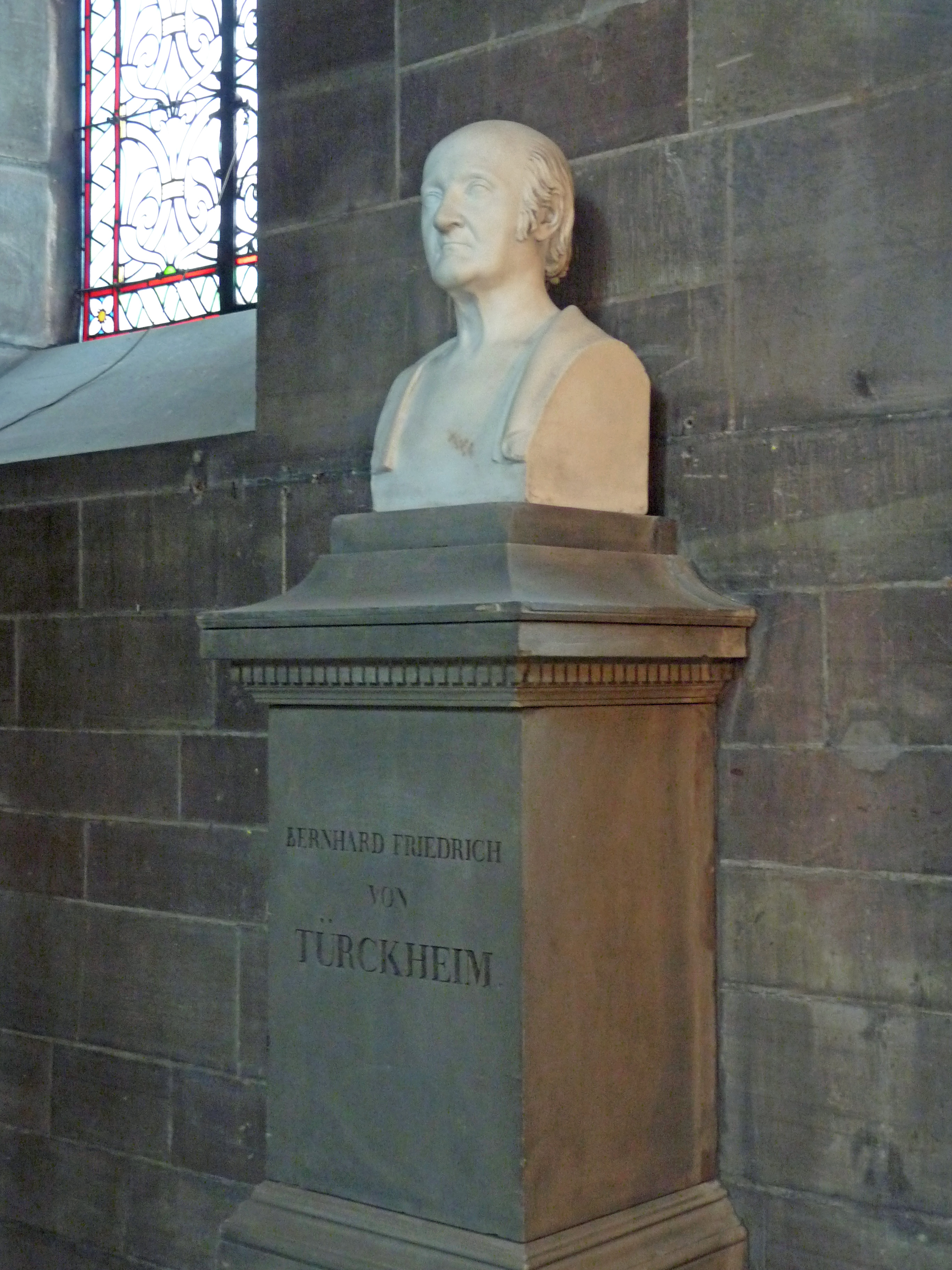
Buste de Bernard-Frédéric de Turckheim
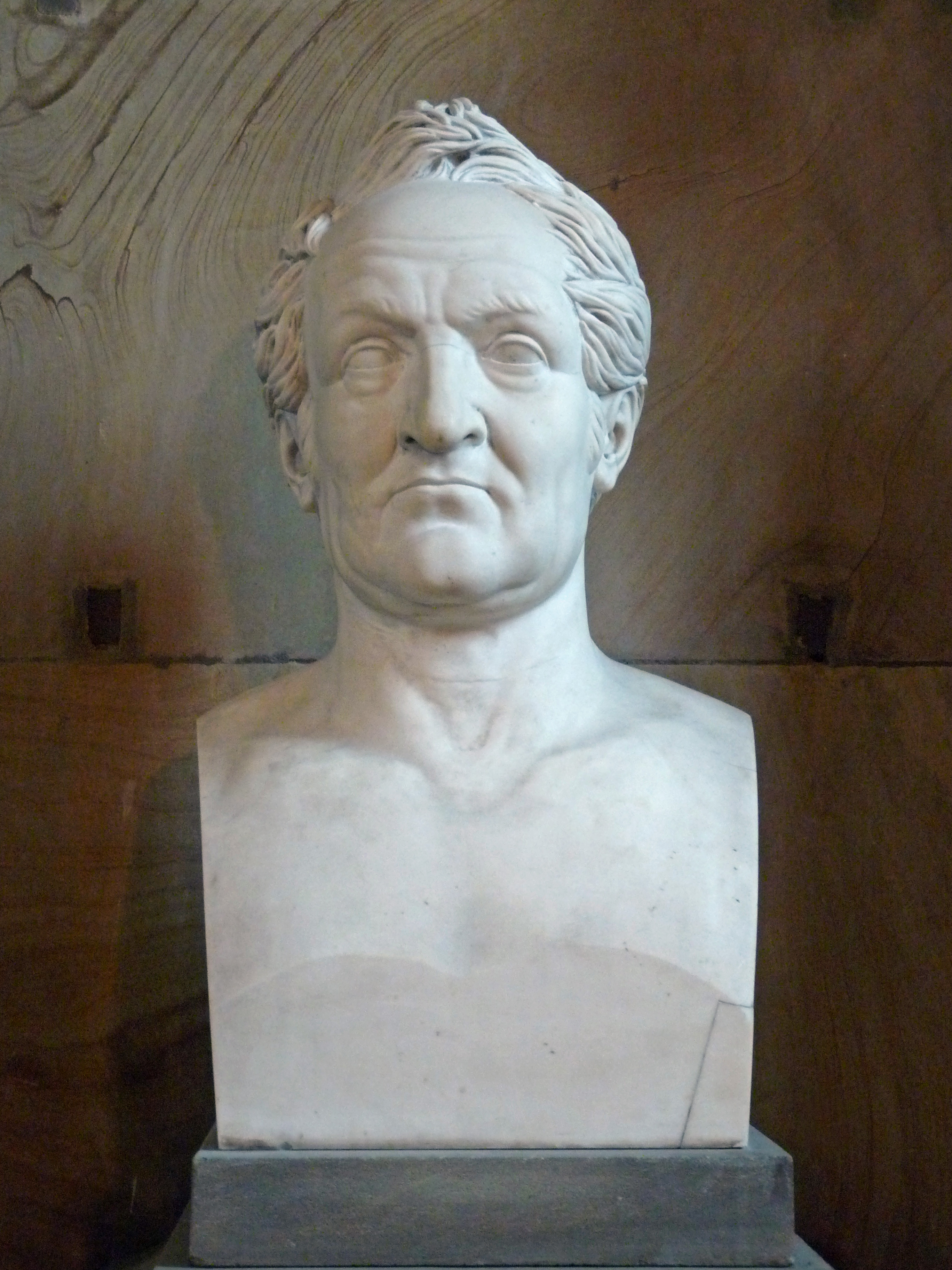
Buste de François Henri Redslob

## Orgue

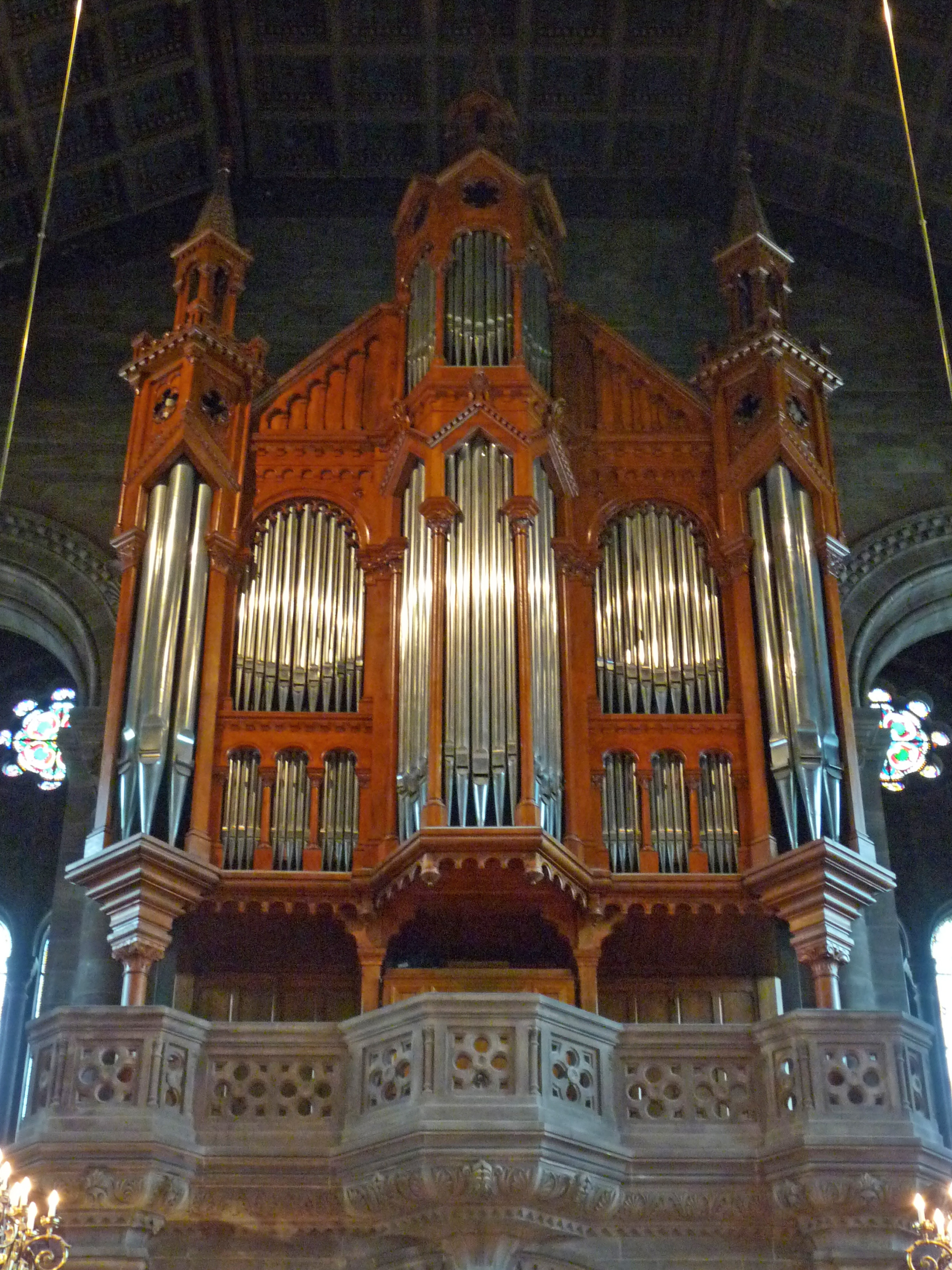
Grand orgue Merklin

Succédant à l'orgue de Jean-André Silbermann, détruit avec le reste de d’église lors de la guerre de 1870, le grand orgue actuel a été construit en 1877 par le facteur Joseph Merklin. Cet instrument d'esthétique symphonique, possédant 45 jeux répartis sur trois claviers et un pédalier, a été inauguré le 26 septembre 1877 par Alexandre Guilmant.
Le buffet est inscrit à l'Inventaire supplémentaire des monuments historiques le 9 septembre 1993. La partie instrumentale fait l'objet d'un classement au titre des monuments historiques le 11 mai 1995.
Il a été relevé en 2019 par la manufacture Bluemenroeder. Ce relevage colossal aura nécessité plus de 1 000 heures de travail. Les organistes titulaires sont Zoë Schade, Gilles Oltz et Sayaka Hayano.